# Isla Stonecutters
La Isla de Stonecutters (Chino: 昂船洲; Jyutping: ngong5 syun4 zau1) es una antigua isla en el Puerto de Victoria, Hong Kong. Tras la recuperación de tierras, ahora se anexa a la Península de Kowloon.
En esta isla se construyó el Puente Stonecutters para llegar al distrito de Nam Wan Kok, en la isla de Tsing Yi. Este puente es parte de la red vial que une el Aeropuerto Internacional de Hong Kong, en Chek Lap Kok, con la Isla Lantau y el centro de Kowloon.
En la isla se encuentra la planta de tratamiento de aguas residuales, construida en el año 2001. Esta instalación ha reducido la cantidad de E. coli en el agua en un 99 %, mientras que otros contaminantes se han reducido entre un 70 y 80 %, permitiendo al coral regresar al Puerto de Victoria y que las playas de Hong Kong sean seguras para nadar otra vez.